# Alexis Noble
Alexis Wilman Noble Rosa (Montevideo, 5 de mayo de 1963- Montevideo, 10 de abril de 2025) fue un exfutbolista uruguayo que jugaba como delantero.

## Trayectoria
Se desempeñó en Peñarol,  Independiente Medellín, Universidad Católica, Nacional, San Lorenzo, River Plate (Uruguay), Central Español, Defensor Sporting, Sud América, Huracán Buceo, Aucas de Ecuador, El Tanque Sisley, Basáñez, Progreso, Rampla Juniors, Cerro y Fénix, equipo en el que se retiró.
En Universidad Católica fue campeón en 1984, integrando un plantel donde destacaban Marco Antonio Cornez, René Valenzuela, Miguel Ángel Neira, Rubén Espinoza, Juvenal Olmos, Mario Lepe, Patricio Mardones, Osvaldo Hurtado y Jorge Aravena. Posteriormente prosiguió su carrera en San Lorenzo, donde convirtió dos goles en 19 partidos.

## Selección nacional
Por la Selección de fútbol de Uruguay jugó la Copa Mundial de Fútbol Juvenil de 1981 en Australia y estuvo 360 minutos en cancha. En dicho campeonato su país alcanzó la ronda de cuartos de final. Entre sus compañeros figuraban Enzo Francescoli, Santiago Ostolaza y Carlos Aguilera. 

### Participaciones internacionales
| Competición                            | Sede      | Resultado        |
| -------------------------------------- | --------- | ---------------- |
| Sudamericano Sub-20 de 1981            | Ecuador   | Campeón          |
| Copa Mundial de Fútbol Juvenil de 1981 | Australia | Cuartos de final |

## Clubes
| Club                   | País      | Año       |
| ---------------------- | --------- | --------- |
| Peñarol                | Uruguay   | 1981-1982 |
| Independiente Medellín | Colombia  | 1982      |
| Universidad Católica   | Chile     | 1983-1984 |
| Nacional               | Uruguay   | 1985      |
| San Lorenzo            | Argentina | 1985-1987 |
| River Plate            | Uruguay   | 1988      |
| Peñarol                | Uruguay   | 1989      |
| Central Español        | Uruguay   | 1989      |
| Defensor Sporting      | Uruguay   | 1990      |
| Sud América            | Uruguay   | 1990      |
| Huracán Buceo          | Uruguay   | 1991      |
| Aucas                  | Ecuador   | 1992      |
| El Tanque Sisley       | Uruguay   | 1993      |
| Basáñez                | Uruguay   | 1994-1995 |
| Progreso               | Uruguay   | 1996      |
| Rampla Juniors         | Uruguay   | 1997      |
| Cerro                  | Uruguay   | 1998      |
| Fénix                  | Uruguay   | 1999      |

## Palmarés

### Campeonatos nacionales
| Título           | Club                 | País    | Año  |
| ---------------- | -------------------- | ------- | ---- |
| Primera División | Peñarol              | Uruguay | 1981 |
| Primera División | Peñarol              | Uruguay | 1982 |
| Primera División | Universidad Católica | Chile   | 1984 |

### Campeonatos internacionales
| Título              | Equipo         | Sede  | Año  |
| ------------------- | -------------- | ----- | ---- |
| Sudamericano Sub-20 | Uruguay sub-20 | Quito | 1981 |

### Torneos internacionales amistosos
| Título                 | Club                 | Sede              | Año  |
| ---------------------- | -------------------- | ----------------- | ---- |
| Trofeo Ciudad de Palma | Universidad Católica | Palma de Mallorca | 1984 |